# Mike Dimkich
Mike Dimkich (Los Angeles, 15 febbraio 1968) è un chitarrista e compositore statunitense Noto per essere membro della band Bad Religion.

## Biografia
Dimkich ha iniziato a suonare nella band punk rock californiana Channel 3 nel 1986. 
Gli e Cult chiesero a Dimkich di unirsi a loro alla chitarra ritmica nel 1993, e rimase un membro fino al 2013, quando si unì ai Bad Religion per sostituire Greg Hetson.

## Vita personale
È un ultramaratoneta e un ciclista su strada competitivo. Ha iniziato a correre ufficialmente gare di ultramaratona nel 2001 e nel 2003 ne aveva corse più di dieci. Dal 2000 ha iniziato a partecipare al ciclismo su strada agonistico, tra i dilettanti.

## Discografia

### Solista
- 2013 - The Songs of Tony Sly

### Con i Cult
- 1994 - The Cult
- 2001 - Beyond Good and Evil
- 2007 - Born into This
- 2012 - Choice of Weapon

### Con i Bad Religion
- 2019 – Age of Unreason

### Con i Suckerpunk
- 1996 - Suckerpunk